# Ōki Takatō
En aquest nom japonès, el cognom és Ōki.
Ōki Takatō (大木 乔任, 23 de març de 1832 - 26 de setembre de 1899) fou un polític japonès a principis del període Meiji. Va ser Governador de Tòquio en 1868 i membre del Consell Privat en 1889.
Oki va néixer en una família samurai a la Província de Hizen (actualment Saga, Prefectura de Saga). Va estudiar a l'escola Kodokan, i promogué reformes en l'administració del domini. Durant la Guerra Boshin va ser un líder de les forces de Saga compromeses amb l'enderrocament del shogunat Tokugawa.
Després de la Restauració Meiji, va supervisar el trasllat de la capital imperial des de Kyoto a Tòquio, i va ser nomenat primer Governador de Tòquio.
En 1871, es va convertir en ministre d'Educació, i se li atribueix l'establiment del sistema educatiu modern al Japó. En 1873, es va convertir en sangi (conseller) i el 1876 en ministre de Justícia. S'ocupà del càstig als antics samurais descontents involucrats en la Rebel·lió de Hagi i la Rebel·lió Shinpūren. En 1880, es va convertir en president del Genrōin. També va treballar en el desenvolupament de Codi Civil del Japó com a president del 'Consell de Compilació del Codi Civil'.
En 1884, va ser elevat al títol de hakushaku (comte) en el nou sistema de noblesa kazoku.
A partir de 1888 va exercir com a membre del Consell Privat, i n'esdevingué el seu president en 1889. Més tard va ser nomenat Ministre de Justícia al primer gabinet Yamagata i el Ministre d'Educació a la primera administració Matsukata.
El seu fill gran, Enkichi Oki també va ser polític i membre del gabinet durant el període Taisho.